# Avonlea
Avonlea je fiktivní obec ležící v Kanadě na Ostrově prince Edwarda, vyskytující se v příbězích Lucy Maud Montgomery. Díky knihám o Anně Shirleyové ze Zeleného domu je na ostrově poměrně živý cestovní ruch. V hlavním městě ostrova, Charlottetownu, se např. každoročně koná velký Charlottetownský festival, kde se mj. hraje muzikál o Anně Shirleyové. 
Zelený dům z příběhů, které Montgomery napsala, skutečně existuje a nachází se v Cavendishi v národním parku na Ostrově prince Edvarda. Je vzdálený 30 minut jízdy od Charlottetownu a 40 minut od Mostu konfederace.